# إيرفن ريتا
إيرفن ريتا (بالألبانية: Ervin Ryta‏) هو لاعب كرة قدم ألباني في مركز الدفاع، ولد في 9 يوليو 1978 في جمهورية ألبانيا الشعبية الاشتراكية. لعب مع London City Soccer Club ‏.